# HD 150331
HD 150331，又名CD-3211913，SAO 207930、HR 6192，是一颗恒星，视星等为5.87，位于銀經348.57，銀緯8.64，其B1900.0坐标为赤經16h 35m 17s，赤緯-32° 8.64′ 1″。